# Hôtel Dieu
Hôtel Dieu of  Hôtel-Dieu is de oude  Franse benaming voor een ziekenhuis. Maar ze fungeerden ook wel als weeshuis of opvanghuis voor vondelingen.
De meeste oude steden in het  Franse taalgebied hebben of hadden een instelling van die naam.
Het woord betekent letterlijk ongeveer: gasthuis of herberg van God. De oude Vlaamse benaming van zo'n instelling luidt : Godshuis.
De benaming dateert uit de middeleeuwen, toen het tot de taken van christelijke monniken of nonnen in een klooster behoorde, de zieken te verplegen, als zijnde een van de zeven werken van barmhartigheid, die ten dele in het Nieuwe Testament van de bijbel worden genoemd. Hoge geestelijke of wereldlijke heren schonken daartoe dikwijls een stuk grond, gebouwen of landerijen om de bouw en de instandhouding van zo'n gasthuis te financieren.
Zie voor informatie over Hôtels Dieu in diverse steden verder o.a.:
- Hôtel Dieu (Parijs)
- Hôtel-Dieu de Marseille
- Hôtel-Dieu de Tonnerre
- Hospices de Beaune
- Hôtel-Dieu (Carpentras)
- Hôtel-Dieu de Dole
- Hôtel-Dieu de Lons-le-Saunier
- Tournus
- Jacques Germain Soufflot in relatie tot het Hôtel-Dieu te Lyon
- Louhans
- Dourdan
- Nantes
- Université Saint-Joseph in relatie tot het Hôtel-Dieu te Beiroet, Libanon
- Issoudun
- Laon
- Compiègne
- Montreal (Canada)
- Rouen

Ook o.a. de volgende steden in Frankrijk hebben of hadden een Hôtel-Dieu:
- Amiens
- Bourg-en-Bresse
- Brie-Comte-Robert
- Caen
- Carpentras
- Cluny
- Mâcon
- Nîmes
- Rennes
- Toulouse